# Nathalie Vidal
Pour les articles homonymes, voir Vidal.
Nathalie Vidal est une ingénieure du son française.

## Biographie
Elle fait des études de cinéma à la Femis, département son, dont elle sort diplômée en 1992.

## Filmographie partielle
- 2000 : Beau Travail de Claire Denis
- 2008 : L'Enfant de Kaboul de Barmak Akram
- 2009 : Je te mangerais de Sophie Laloy
- 2012 : Au cas où je n'aurais pas la palme d'or de Renaud Cohen
- 2013 : Casa Nostra de Nathan Nicholovitch
- 2013 : No Boy de Nathan Nicholovitch
- 2013 : La Braconne de Samuel Rondière
- 2013 : L'Inconnu du lac d'Alain Guiraudie
- 2014 : Le Sens de l'humour de Marilyne Canto
- 2015 : La Fille du patron d'Olivier Loustau
- 2016 : Rester vertical d'Alain Guiraudie
- 2019 : Histoire d'un regard de Mariana Otero
- 2022 : En nous de Régis Sauder
- 2023 : Notre corps de Claire Simon
- 2023 : Les Premiers Jours de Stéphane Breton
- 2024 : La Prisonnière de Bordeaux de Patricia Mazuy
- 2024 : Apprendre de Claire Simon

## Distinctions

### Nominations
- César 2014 : César du meilleur son pour L'Inconnu du lac